# Liste von Apfelsorten/Q
Erläuterungen und Quellen: Siehe Hauptartikel!
| Apfelsorte                 | Bild                                        | Kreuzung aus                                | Erstes Auftauchen                           | Anmerkungen                                 | Quellen                                     |
| -------------------------- | ------------------------------------------- | ------------------------------------------- | ------------------------------------------- | ------------------------------------------- | ------------------------------------------- |
| Quarantaine                |                                             |                                             |                                             |                                             | o                                           |
| Quarende                   |                                             |                                             |                                             |                                             | o                                           |
| Quarendoun                 |                                             |                                             | Vor 1450 in England erwähnt                 |                                             | g (S. 40)                                   |
| Quastresse                 |                                             |                                             |                                             |                                             | o                                           |
| Quattro                    |                                             |                                             |                                             |                                             | o                                           |
| Quebec Bell                |                                             |                                             |                                             |                                             | a                                           |
| Queen                      | Siehe: Cox Queen, Königinapfel, Mutterapfel | Siehe: Cox Queen, Königinapfel, Mutterapfel | Siehe: Cox Queen, Königinapfel, Mutterapfel | Siehe: Cox Queen, Königinapfel, Mutterapfel | Siehe: Cox Queen, Königinapfel, Mutterapfel |
| Queen Alexandra            |                                             |                                             |                                             |                                             | f                                           |
| Queen Anne                 | Siehe: Mutterapfel                          | Siehe: Mutterapfel                          | Siehe: Mutterapfel                          | Siehe: Mutterapfel                          | Siehe: Mutterapfel                          |
| Queen Caroline             |                                             |                                             |                                             |                                             | f                                           |
| Queen Cox                  |                                             | Mutation von Cox Orange                     |                                             |                                             | a, f                                        |
| Queen Emma                 | Siehe: Hausmütterchen                       | Siehe: Hausmütterchen                       | Siehe: Hausmütterchen                       | Siehe: Hausmütterchen                       | Siehe: Hausmütterchen                       |
| Queen Mary                 | Siehe: Mutterapfel                          | Siehe: Mutterapfel                          | Siehe: Mutterapfel                          | Siehe: Mutterapfel                          | Siehe: Mutterapfel                          |
| Queenby's Glory            |                                             |                                             | 1949 in Bedfordshire                        |                                             | b, f                                        |
| Queening (oder: Quoining)  |                                             |                                             | Um 1400 in England erwähnt                  |                                             | g (S. 40)                                   |
| Querina                    | Siehe: Florina                              | Siehe: Florina                              | Siehe: Florina                              | Siehe: Florina                              | Siehe: Florina                              |
| Quetier                    |                                             |                                             |                                             |                                             | h (Nr. 5, S. 8), p (S. 524)                 |
| Queue Torte                |                                             |                                             |                                             | Herstellung von Cidre                       |                                             |
| Quince                     |                                             |                                             |                                             |                                             |                                             |
| Quindell                   |                                             |                                             |                                             |                                             | e, f                                        |
| Quinte                     |                                             |                                             |                                             |                                             | a, f, j                                     |
| Quittenapfel               | Siehe: Weißer Winter-Calville               | Siehe: Weißer Winter-Calville               | Siehe: Weißer Winter-Calville               | Siehe: Weißer Winter-Calville               | Siehe: Weißer Winter-Calville               |
| Quittenartiger Gulderling  | Siehe: Quittenförmiger Gulderling           | Siehe: Quittenförmiger Gulderling           | Siehe: Quittenförmiger Gulderling           | Siehe: Quittenförmiger Gulderling           | Siehe: Quittenförmiger Gulderling           |
| Quittenförmiger Gulderling |                                             |                                             |                                             |                                             | h (Nr. 114, S. 128), j, p (S. 525f)         |
| Quoining                   | Siehe: Queening                             | Siehe: Queening                             | Siehe: Queening                             | Siehe: Queening                             | Siehe: Queening                             |